# Fulvio Dapit
Fulvio Dapit, né le 13 juillet 1975 à Gemona del Friuli, est un coureur de fond italien spécialisé en skyrunning et ultra-trail. Il est double champion d'Italie de skyrunning et a notamment remporté le marathon de Pikes Peak en 2005.

## Biographie
Passionné de la montagne depuis son enfance, Fulvio pratique la course à pied en montagne comme loisir. Fasciné par les exploits de Bruno Brunod, il décide de se lancer en compétition,.
Il se révèle en 2004 en effectuant une excellente course lors de sa toute première participation à une épreuve de skyrunning, la Dolomites SkyRace. Le grand favori Agustí Roc voit le trio d'Italiens composé de Fulvio, Bruno Brunod et Michele Tavernaro lui voler la vedette. Dans une lutte intense, les trois hommes ne lâchent rien et franchissent la ligne d'arrivée dans la même seconde. L'ordre du podium est décidé au photo-finish et voit Fulvio déclaré vainqueur,.
Le 21 août 2005, il prend le départ du marathon de Pikes Peak et suit les traces du favori Galen Burrell. Tandis que ce dernier semblait parti vers une seconde victoire, Fulvio parvient à le doubler lors d'un ravitaillement dans la descente. Galen hausse ensuite le rythme pour rattraper l'Italien, mais entendant le public acclamer le coureur américain, Fulvio pique un sprint en fin de course pour remporter la victoire avec douze secondes d'avance. Il devient ainsi le premier coureur européen à remporter le célèbre marathon. Il termine troisième du classement de la Skyrunner World Series 2005.
Le 25 juin 2006, il prend le départ de la première édition de la Mount Ontake SkyRace au Japon. Partant prudemment, il laisse les Anglais Rob Jebb et Simon Booth mener la course. Il laisse ensuite parler ses talents de descendeur pour les doubler et remporter la victoire. À cette occasion, il fait la rencontre de Stéphanie Jiménez avec laquelle naît rapidement une histoire d'amour. Il termine à nouveau à la troisième place du classement de la Skyrunner World Series 2006.
En 2007, il aligne les podiums sur les manches des championnats d'Italie de skyrunning, remportant le Giro delle Casere, le Trofeo Oasi Zegna et la Stava SkyRace. Il décroche le titre de champion d'Italie de skyrunning au terme d'une saison dominatrice.
Le 12 juillet 2009, il s'élance en tant que favori sur la Monte Rosa SkyRace avec un parcours rallongé à 34 km et enneigé. Il confirme les pronostics en larguant ses adversaires dans la descente et en s'imposant avec plus de quatre minutes d'avance sur l'Espagnol Jordi Bes Ginestra.
Il épouse Stéphanie en 2010, venue vivre avec lui en Italie.
Il connaît ensuite une baisse de performance qui s'explique en découvrant qu'il souffre de maladie cœliaque. Adaptant son régime alimentaire pour revenir à un niveau compétitif, il se concentre ensuite sur les courses plus longues et s'essaie au trail en 2012. Le 2 août 2015, il remporte la victoire du Royal Ultra SkyMarathon. La course comptant comme épreuve Ultra SkyMarathon des championnats italiens, Fulvio décroche le titre.
Il participe également à plusieurs ultra-trails et décroche notamment la troisième place au Falco Trail Ultra de 100 km en 2016. Il se retrouve d'abord à la lutte pour la tête de course avec l'Anglais Kim Collison. Le duo se fait ensuite doubler par Alvaro Rodríguez mais l'Anglais parvient à accrocher l'Espagnol pour repasser en tête et s'imposer tandis que Fulvio assure sa troisième place.

## Palmarès

### Skyrunning
| no  | masculin           | Course                                                  | Longueur | Départ             | Temps           |
| --- | ------------------ | ------------------------------------------------------- | -------- | ------------------ | --------------- |
| 1re | Médaille d'or      | Dolomites SkyRace                                       | 22 km    | 1er août 2004      | 2 h 11 min 19 s |
| 3e  | Médaille de bronze | Trofeo Scaccabarozzi - Sentiero Delle Grigne            | 47 km    | 19 septembre 2004  | 5 h 5 min 49 s  |
| 5e  | 5e                 | Zegama-Aizkorri                                         | 42,2 km  | 29 mai 2005        | 4 h 2 min 51 s  |
| 1re | Médaille d'or      | Monte Rosa SkyRace                                      | 28 km    | 2005               | 2 h 51 min 43 s |
| 3e  | Médaille de bronze | Pontboset Skyrace                                       | 23 km    | 7 août 2005        | 2 h 25 min 56 s |
| 1re | Médaille d'or      | Marathon de Pikes Peak                                  | 42,2 km  | 21 août 2005       | 3 h 58 min 49 s |
| 3e  | Médaille de bronze | Mount Kinabalu Climbathon                               | 21 km    | 2 octobre 2005     | 2 h 48 min 18 s |
| 4e  | 4e                 | Zegama-Aizkorri                                         | 42,2 km  | 28 mai 2006        | 4 h 5 min 15 s  |
| 1re | Médaille d'or      | Mount Ontake SkyRace                                    | 32 km    | 25 juin 2006       | 3 h 20 min 51 s |
| 3e  | Médaille de bronze | Monte Rosa SkyRace                                      | 28 km    | 9 juillet 2006     | 2 h 49 min 40 s |
| 7e  | 7e                 | Championnats d'Europe de skyrunning - SkyRace           | 31 km    | 10 juin 2007       | 2 h 46 min 33 s |
| 2e  | Médaille d'argent  | Monte Rosa SkyRace                                      | 28 km    | 8 juillet 2007     | 2 h 46 min 31 s |
| 2e  | Médaille d'argent  | Pontboset Skyrace                                       | 23 km    | 5 août 2007        | 2 h 32 min 52 s |
| 2e  | Médaille d'argent  | Mount Kinabalu Climbathon                               | 21 km    | 26 août 2007       | 2 h 49 min 36 s |
| 4e  | 4e                 | Championnats d'Europe de skyrunning - SkyRace           | 42,2 km  | 25 mai 2008        | 4 h 8 min 17 s  |
| 3e  | Médaille de bronze | SkyRace Valmalenco-Valposchiavo                         | 31 km    | 8 juin 2008        | 2 h 47 min 1 s  |
| 2e  | Médaille d'argent  | SkyMarathon Sentiero 4 Luglio                           | 42,2 km  | 5 juillet 2009     | 4 h 27 min 37 s |
| 1re | Médaille d'or      | Monte Rosa SkyRace                                      | 32 km    | 12 juillet 2009    | 3 h 7 min 2 s   |
| 9e  | 9e                 | Championnats d'Europe de skyrunning - SkyRace           | 22 km    | 19 juillet 2009    | 1 h 59 min 58 s |
| 3e  | Médaille de bronze | Trofeo Scaccabarozzi - Sentiero Delle Grigne            | 43 km    | 20 septembre 2009  | 5 h 2 min 38 s  |
| 3e  | Médaille de bronze | Dolomites SkyRace                                       | 16,3 km  | 16 juillet 2010    | 1 h 38 min 36 s |
| 1re | Médaille d'or      | Monte Rosa SkyRace                                      | 32 km    | 10 juillet 2011    | 3 h 13 min 15 s |
| 4e  | 4e                 | Ice Trail Tarentaise                                    | 65 km    | 14 juillet 2013    | 8 h 23 min 43 s |
| 1re | Médaille d'or      | Maga SkyMarathon                                        | 39 km    | 1er septembre 2013 | 4 h 46 min 41 s |
| 1re | Médaille d'or      | Dolomiti Extreme Trail                                  | 53 km    | 7 juin 2014        | 5 h 58 min 22 s |
| 4e  | 4e                 | Ice Trail Tarentaise                                    | 65 km    | 13 juillet 2014    | 8 h 5 min 8 s   |
| 1re | Médaille d'or      | Maga SkyMarathon                                        | 39 km    | 7 septembre 2014   | 4 h 52 min 30 s |
| 4e  | 4e                 | Championnats d'Europe de skyrunning - Ultra SkyMarathon | 65 km    | 12 juillet 2015    | 8 h 5 min 14 s  |
| 1re | Médaille d'or      | Royal Ultra SkyMarathon                                 | 55 km    | 2 août 2015        | 6 h 33 min 58 s |
| 1re | Médaille d'or      | Maga SkyMarathon                                        | 39 km    | 6 septembre 2015   | 4 h 51 min 9 s  |
| 4e  | 4e                 | High Trail Vanoise                                      | 65 km    | 10 juillet 2016    | 9 h 57 min 40 s |
| 1re | Médaille d'or      | Vesuvio SkyMarathon                                     | 46 km    | 6 mai 2018         | 4 h 10 min 38 s |

### Ultra-trail
| no | masculin           | Course                         | Longueur | Départ          | Temps            |
| -- | ------------------ | ------------------------------ | -------- | --------------- | ---------------- |
| 6e | 6e                 | Ultra Trail de l'île de Madère | 115 km   | 23 avril 2016   | 14 h 38 min 54 s |
| 3e | Médaille de bronze | UCAM Falco Trail Ultra         | 100 km   | 3 décembre 2016 | 11 h 30 min 47 s |
| 4e | 4e                 | Lavaredo Ultra Trail           | 120 km   | 23 juin 2017    | 13 h 11 min 23 s |